# Postamt (Wanne)

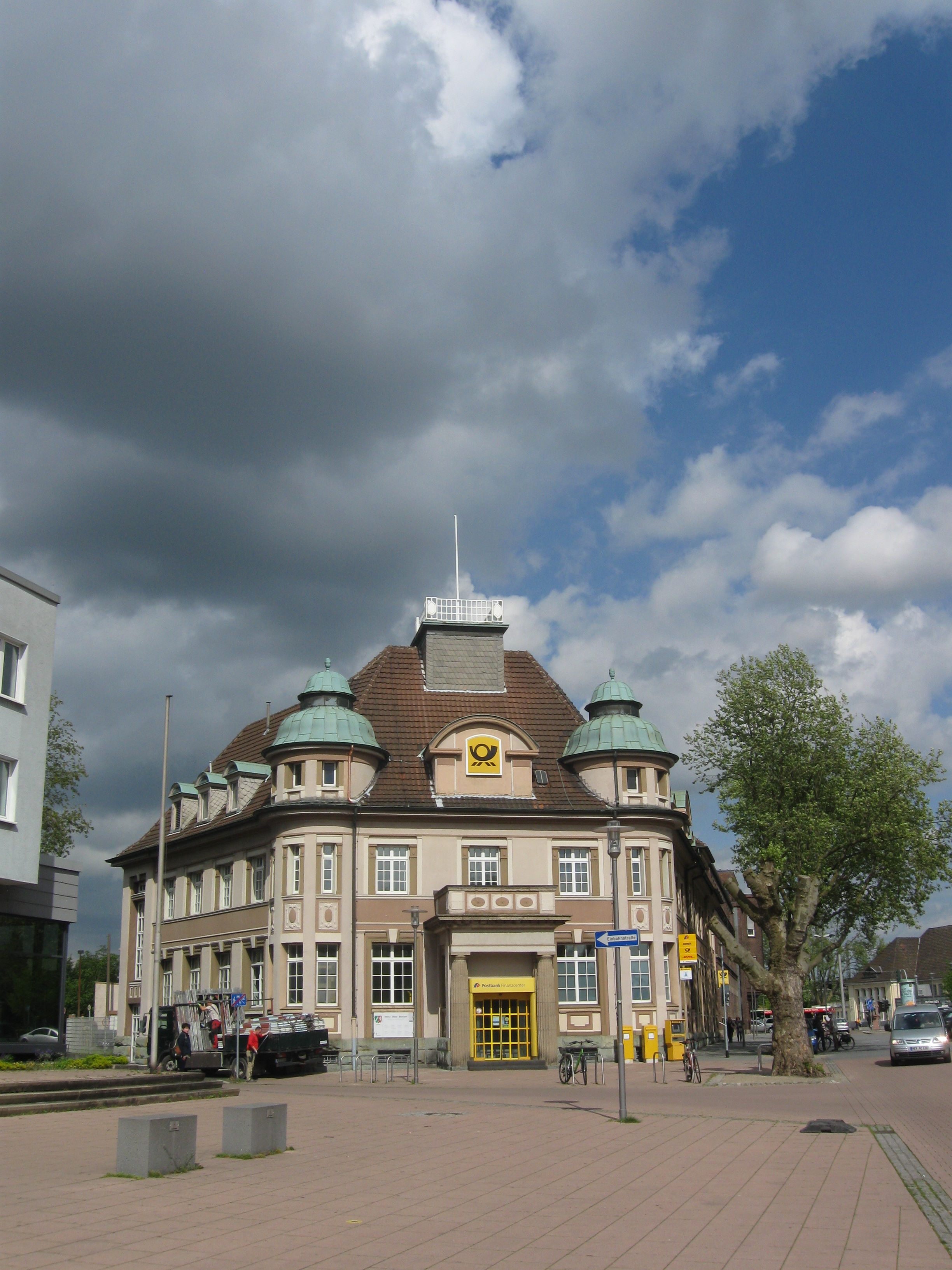
Postamt Wanne (2015)

Das Postamt in Wanne ist ein unter Denkmalschutz stehendes Baudenkmal. Das Büro- und Verwaltungsgebäude an der „Wanner Straße 23“ Ecke „Am Friedhof“ entstand in den Jahren 1912 bis 1914 nach einem unter der Oberleitung des Geheimen Baurats und Vortragenden Rats Wilhelm Walter in der Hochbauabteilung des Reichspostamtes in Berlin ausgearbeiteten Entwurf.:35

## Geschichte
Das im neoklassizistischen Stil gehaltene Postamt korrespondiert mit dem nur 150 Meter östlich stehenden, zeitgleich neu erbauten Empfangsgebäude des Hauptbahnhofs. Im Vergleich mit Aufnahmen aus der Zeit vor dem Zweiten Weltkrieg blieb der Bau wohl weitgehend erhalten. Nicht mehr vorhanden ist jedoch der Dachreiter und der Reichsadler im Giebelfeld auf der Schauseite.:35 In jüngerer Zeit wurde das von dorischen Säulen gefasste Portal durch einen unpassenden Eingangseinbau in dem posttypischen Gelb verbaut.
Die Eintragung des Postamtes Wanne in die Denkmalliste der Stadt Herne erfolgte am 29. Juni 2005 (Denkmal Nr. A 687).

## Architektur
Der zweigeschossige und mit einem hohen Walmdach abschließende Bau, besteht aus zwei ungleichen Flügeln, die im Schnitt der „Wanner Straße“ und der Straße „Am Friedhof“ durch ein Hauptportal von drei Achsen zusammengeführt werden. Die Ecken werden durch zwei dreigeschossige Runderker gefasst. Der Flügel an der „Wanner Straße“ verfügt bei einer Länge von 37,5 Meter über elf Achsen, der etwa halb so lange „Am Friedhof“ über fünf Achsen. Zur Gliederung wurde die jeweils fünfte Achse als übergiebelter Risalit ausgebildet. Nach der dem Bauantrag zu Grunde liegenden Baubeschreibung wurde für „den Sockel Anröchter Sandstein, für Portal und Reichsadler (Giebelfeld) Ibbenbürener Sandstein, für die Straßenansicht Edelputz (Terranova oder ein gleichartiges Material), für die Hofansichten Kalkzementputz, für das Dach Tonpfannen, für die Ecktürme und Dachreiter Kupfer“ verwendet.:35

## Paketpost- und Telegrafenamt
Im Jahr 1932 wurde das Postamt nach Osten, in Richtung des Hauptbahnhofs Wanne-Eickel, um einen dreigeschossigen Bau im Stil des Backsteinexpressionismus von 54 Meter Länge erweitert (Wanner Straße 25; Lage). Den Entwurf zu diesem Paketpost- und Telegrafenamt, zu dem rückwärtig noch eine Wagenhalle gehört, arbeitete der Postbaurat Karl Lachmann bei der Oberpostdirektion Dortmund aus. Der nur über eine dreiachsige Raumtiefe verfügende Baukörper war in drei Teile gegliedert. Der Übergang vom Altbau des Postamts wurde durch einen zweigeschossigen Einschub von einer Achse hergestellt. Dieser wurde nach oben durch ein Flachdach abgeschlossen und nahm ursprünglich den Nebeneingang auf. Daran anschließend folgt ein Trakt von elf Achsen. Das oberste, leicht zurückversetzte Geschoss wird durch ein Gesims besonders betont und von einem Walmdach bedeckt. Den Abschluss bildet ein annähernd würfelförmiger Eckbau von drei mal drei Achsen. Dieser Bauteil verfügt einschließlich eines zurückspringenden und architektonisch nicht weiter ausgebildeten Staffelgeschosses über vier Geschosse. Über dem heute vermauerten Haupteingang erhebt sich ein dreieckiger Erker im Bereich des ersten und des zweiten Obergeschosses. Auf dem Staffelgeschoss befanden sich später die Sendeantennen des Fernmeldeamtes.

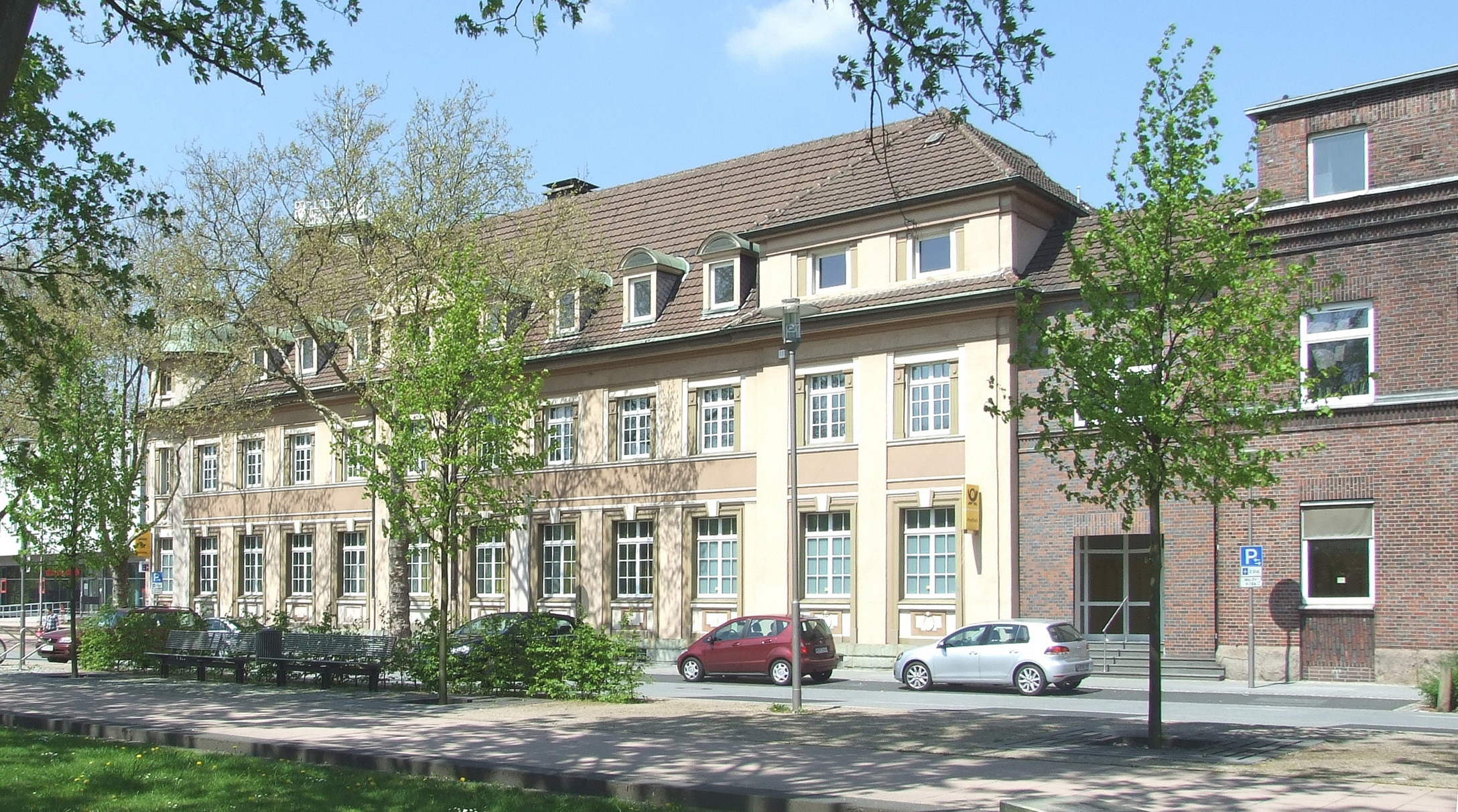
Postamt – Südseite (2013)
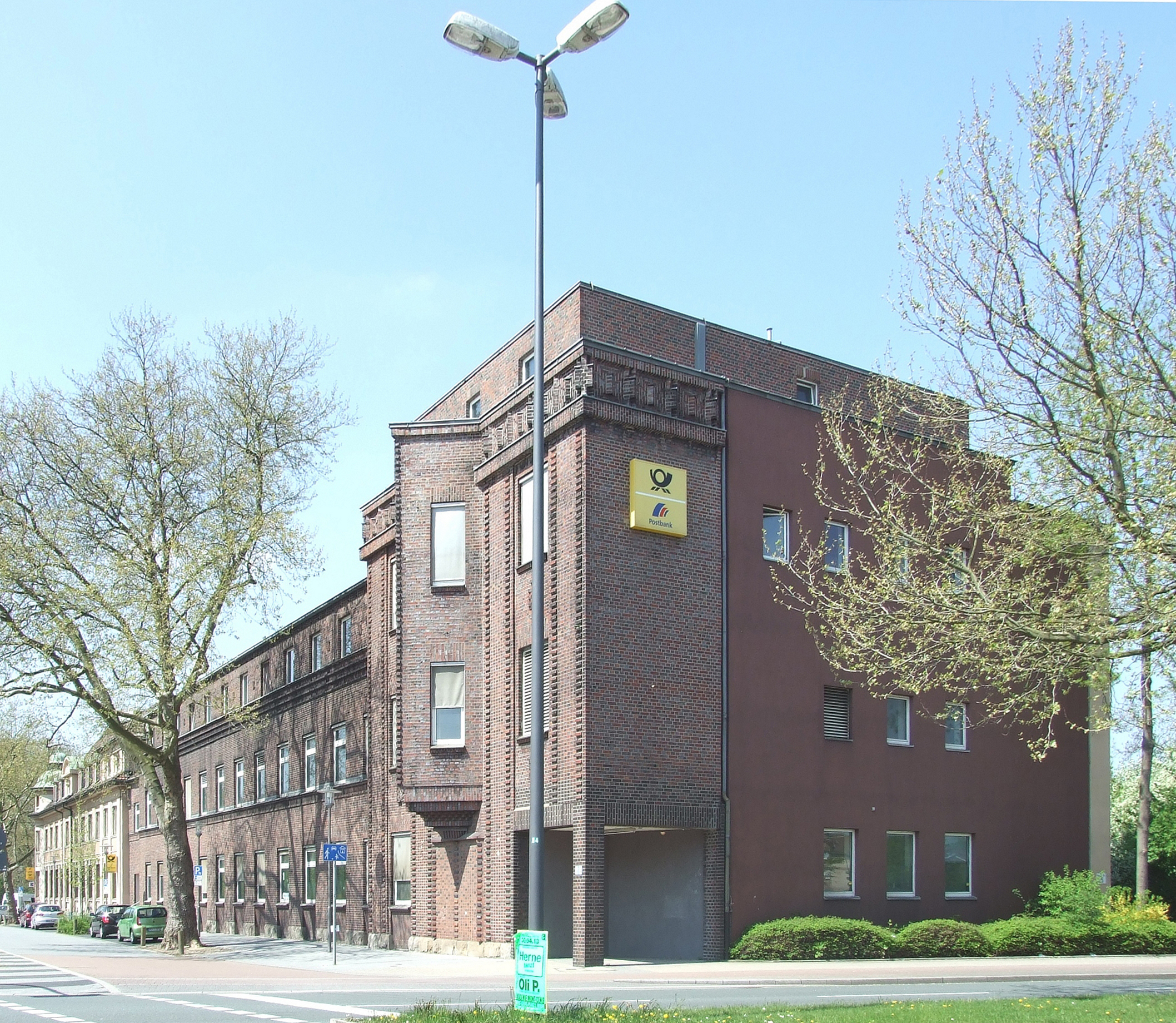
Paketpost- und Telegrafenamt (2013)
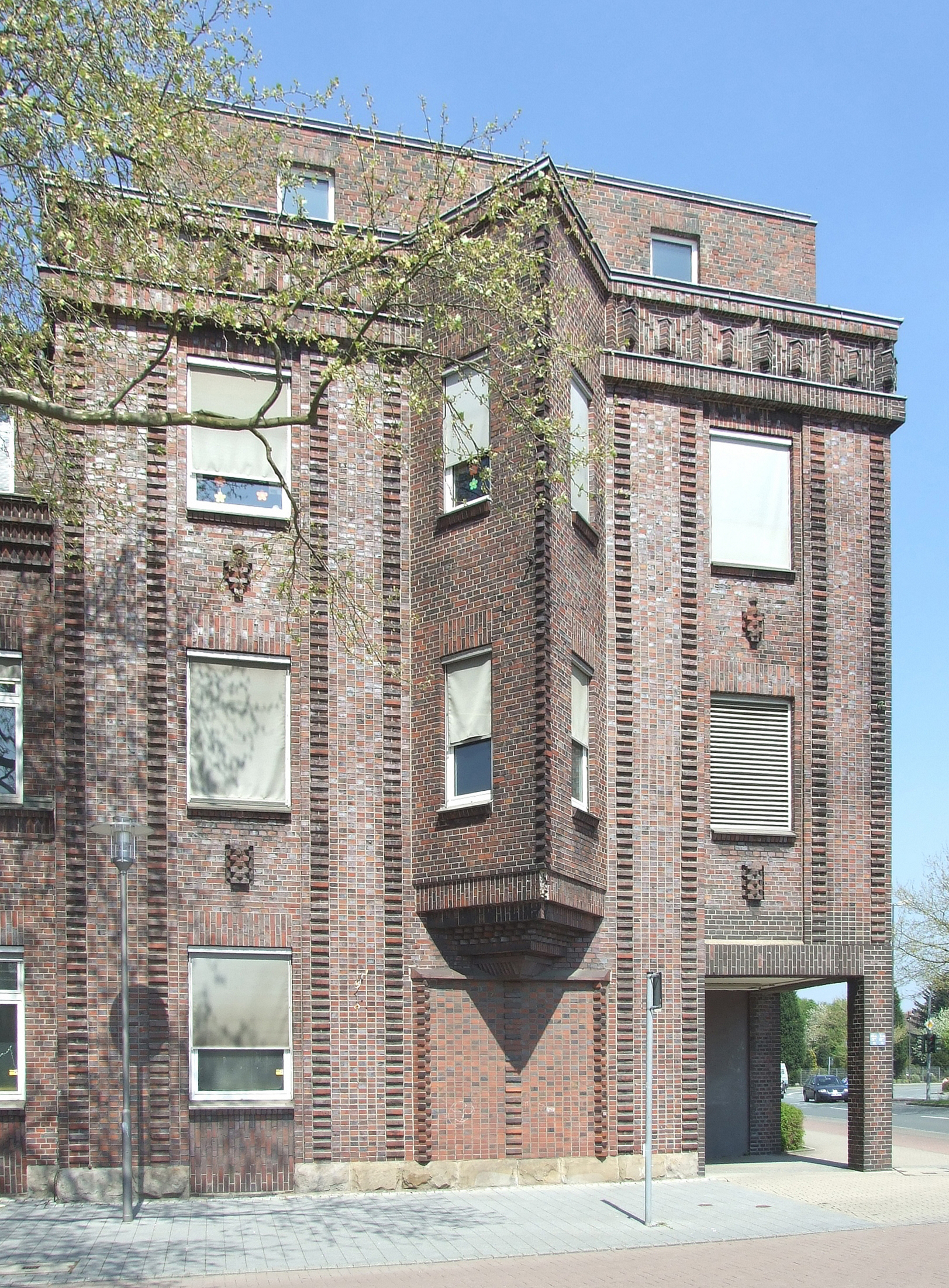
Eckwürfel (2013)